# Levallois Sporting Club Basket
Il Levallois Sporting Club Basket è stata una società cestistica, parte della polisportiva Levallois Sporting Club, avente sede a Levallois-Perret, in Francia. Fondata nel 1941, nel giugno 2007 si fuse con il Paris Basket Racing, dando vita al Paris-Levallois Basket.